# Planeconomie (discipline)
Planeconomie is een specialisatie binnen planologie die is ontstaan in de jaren 1970 en wordt uitgevoerd door met name overheden en adviesbureaus. Planeconomie houdt zich bezig met het berekenen van de grondwaarde van ruimtelijke plannen. Door de grondwaarde van het uitgevoerde plan te vergelijken met de huidige waarde van de grond, kan worden berekend of de investeringen voor het plan rendabel zijn. Daarnaast adviseert de planeconoom andere disciplines binnen de planologie en vormt het voeren van het grondbeleid een voorname taak van een planeconoom.

## Nederland
Planeconomen werken in Nederland vaak bij overheden (het Rijk, provincies of gemeenten) of bij adviesbureaus.
De grondslag voor het vakgebied] zijn twee uitgaves van het toenmalige ministerie van ruimtelijke ordening: Grondkosten woningbouw (1968) en Grondkosten bestemmingsplannen (1970), beter bekend als het bruine en het blauwe boekje. In deze boekjes gaf het ministerie richtlijnen voor het opstellen van kostenoverzichten voor nieuwbouwprojecten en het op basis hiervan bepalen van grondprijzen.
De taak die planeconomen hebben, is het berekenen van de financieel-economische kant van diverse ruimtelijke plannen, zoals een bestemmingsplan, en het daarin adviseren van andere disciplines. Het voeren van het grondbeleid vormt daarnaast een groot onderdeel van de werkzaamheden van planeconomen. Door beide taken is planeconomie een van de weinige disciplines die het gehele traject van een ruimtelijk plan meeloopt.
De Grondexploitatiewet (Grexwet), een onderdeel van de Wet ruimtelijke ordening (Wro), is een belangrijk document die planeconomen instrumenten biedt. Met name op het gebied van het verhalen van kosten op ontwikkelaars biedt deze wet veel meer mogelijkheden ten opzichte van de oude regelingen. Naast de Grondexploitatiewet hebben planeconomen met diverse andere wetten te maken, waaronder de Gemeentewet.